# Station Yeovil Pen Mill
Yeovil Pen Mill is een spoorwegstation van National Rail in Yeovil, South Somerset in Engeland. Het station is eigendom van Network Rail en wordt beheerd door Great Western Railway. 